# Constantin Aristia
Constantin Aristia (Bucarest, 1800-Bucarest, 1880) fue un poeta, profesor y traductor rumano.

## Biografía
Nacido en Bucarest en 1800 de padres griegos, hizo sus estudios en escuelas griegas y luego, todavía casi un niño, participó en el movimiento de Filiki Eteria en Bucarest en 1821, enarbolando la bandera de la emancipación de Grecia. Cuando los turcos entraron en el país, se retiró con Ypsilante a través del Olt y combatió en la batalla de Drăgășani. Luego cruzó la frontera y con la ayuda del filoheleno Lord Gilford prosiguió sus estudios. Después de la guerra ruso-turca (1828), Aristias regresó a Valaquia y fue nombrado profesor de francés y griego en el liceo Sf. Sava. En 1835 era uno de los miembros más activos de la sociedad filarmónica fundada por el coronel Ioan Câmpineanu y tradujo varias óperas para teatro e incluso interpretó algunos papeles.
Durante la revolución de 1848, Aristias fue nombrado comandante de la guardia nacional. Fue arrestado por los otomanos y luego se retiró a Francia. Al regresar a su país natal, en 1856 fue nombrado bibliotecario estatal y luego, en 1863, profesor. En la vejez perdió la vista y vivió ciego durante ocho años. Falleció el 18 de abril de 1880 en Bucarest.
Escribió Omer şi Plutarche, traducciones completas, Prinţul Român, epopeya, Harmodios şi Arisiogiton, tragedia en verso en lengua griega, Saul şi Orest de Alfieri, traducción, y Sâteanul creştin.